# Ratpenat de ferradura intermedi
El ratpenat de ferradura intermedi (Rhinolophus affinis) és una espècie de ratpenat de la família dels rinolòfids. Viu a Bangladesh, Bhutan, Cambodja, la Xina, Hong Kong, l'Índia, Indonèsia, Laos, Malàisia, Myanmar, Nepal, Singapur, Tailàndia i el Vietnam. El seu hàbitat natural és el bosc primari i secundari, ocasionalment en zones cultivades, però no es troba en les zones urbanes. No hi ha cap amenaça significativa per a la supervivència d'aquesta espècie, tot i que està afectada per l'extracció de pedra calcària.